# Paul Barbe
Pour les articles homonymes, voir Barbe.
François Barbe, dit Paul Barbe, né le 4 février 1836 à Nancy (Meurthe-et-Moselle) et mort le 29 juillet 1890 à Paris, est un industriel et homme politique français.

## Biographie
Fils de Jean-Baptiste Charles Barbe, serrurier devenu maître de forges à Liverdun et à Tusey, Paul Barbe fut l'associé français d'Alfred Nobel et son représentant en France pendant de nombreuses années.
Paul Barbe fut élève de Polytechnique promotion 1855.
Dès 1868, Nobel s'associa avec Barbe pour l'exploitation de la dynamite en France.
En 1870, sous la gestion puissante de Barbe, la fabrication de la dynamite fut entreprise à Liverdun dans 3 maisons ouvrières de la cité de la Croisette. Une usine a été construite à Paulilles près de la frontière espagnole, une tache d'isolement choisie pour raison de sécurité nationale. « L'endroit choisi devait se trouver le plus loin possible des frontières de l'Est », avait dit Gambetta.
La compétence de Barbe vis-à-vis de l'organisation et son talent d'administrateur lui furent extrêmement utiles, et il fut ainsi nommé responsable de l'établissement et de l'administration de différentes autres compagnies, alors qu'Alfred Nobel se consacrait plus particulièrement à l'amélioration technique de ses produits.

### Fondation de l'empire Nobel
En 1886 et avec l'aide de Barbe, des compagnies de fabrication de dynamite furent fondées en Italie, à Galdácano (voir Galdakao) en Espagne près de Bilbao et en Suisse.
Barbe eut une influence décisive sur le développement ultérieur des compagnies Nobel sur le continent.
Ensemble ils créèrent la base d'un empire multinational. Le résultat final fut l'établissement de deux grands trusts, Nobel Dynamite Trust Co. et la Société Centrale de Dynamite.

### Brevets français
Barbe propose de diminuer la sensibilité explosive du coton-poudre en l'additionnant de nitrates organiques ou inorganiques, notamment de nitrate d'ammoniaque (Brevet français no 159.214 du 17 décembre 1883).
Le même inventeur, afin d'assurer la neutralité et de diminuer l'hygroscopicité du nitrate d'ammoniaque, propose d'ajouter du carbonate d'ammoniaque à ce sel (Brevet français no 68.189 du 10 avril 1885).

### Paul Barbe et Alfred Nobel
Alfred Nobel eut en Barbe un associé compétent, mais ces deux hommes ne furent jamais bien étroitement amis.
Alfred fut plein de respect pour le professionnalisme de Barbe, mais se rendit vite compte du manque de fiabilité de ce dernier, à chaque fois que ses propres intérêts étaient concernés. L'éthique de Barbe ne fut jamais à la hauteur de celle de Nobel. Alfred Nobel avait déjà par le passé décrit Barbe comme quelqu'un « Avec d'excellentes capacités dans le travail mais dont la conscience était plus élastique que le caoutchouc. C'est dommage, car cette combinaison d'intuition et d'énergie est si rare. »

### Paul Barbe, l'homme politique
En 1885, Barbe fut élu député de Seine-et-Oise à la Chambre des députés et devint ministre de l'agriculture, du 30 mai au 12 décembre 1887 dans le premier gouvernement Rouvier, mais il continua par la suite à exercer une grande influence politique en tant que député.

### Les spéculations et le scandale du canal de Panama
Barbe fut impliqué dans des activités illégales de spéculations. Il n'échappa à ses créanciers qu'en prenant sa propre vie en 1890.
Les manipulations illégales de Barbe à l'insu de Nobel ne lui furent révélées qu'après sa mort et lui causèrent des pertes financières considérables.
Le scandale du canal de Panama et l'implication de Barbe, mit aussi Alfred Nobel dans une situation très périlleuse. Il se suicide à son domicile parisien le 29 juillet 1890.

### Inhumation
Son corps est inhumé le 1er août 1890 au cimetière du Père-Lachaise (81e division) en présence de nombreuses hautes personnalités. Les discours ont été prononcés par MM.Gustave-Adolphe Hubbard, député de Seine-et-Oise, Gautherin, maire de Rambouillet, Alfred Naquet, député et vice-président de la Société de dynamite dont Paul Barbe était le président et du lorrain Edmond Goudchaux banquier et homme politique.

## Récompenses
- Chevalier de la Légion d'honneur le 31 octobre 1870 en tant que chef d'escadron d'artillerie de la Garde mobile de la Meurthe[4].

## Œuvres

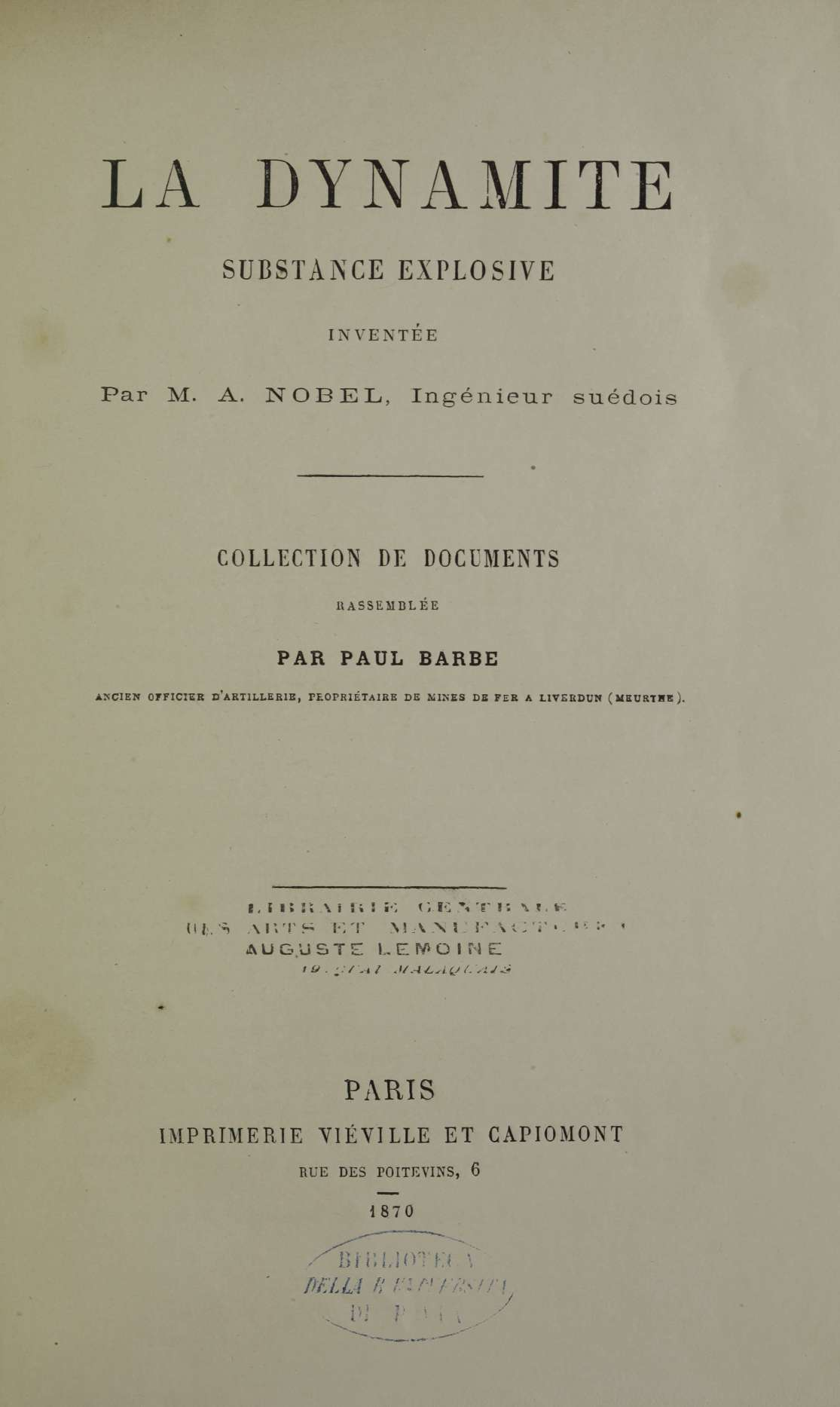
La dynamite, 1870

- Emploi simultané dans les mines et tunnels de la perforation mécanique et des dynamites Nobel, par F. Barbe. Publication : Bureau technique national des explosifs, Paris 1881
- La dynamite substance explosive inventée par M. A. Nobel ingénieur suédois. Collection de documents rassemblée par Paul Barbe, Paris, Viéville et Capiomont, 1870 (lire en ligne)

## Sources
- « Paul Barbe », dans Adolphe Robert et Gaston Cougny, Dictionnaire des parlementaires français, Edgar Bourloton, 1889-1891 [détail de l’édition]
- « Paul Barbe », dans le Dictionnaire des parlementaires français (1889-1940), sous la direction de Jean Jolly, PUF, 1960 [détail de l’édition]